# Chandreja de Queija
Chandreja de Queija (oficialmente y en gallego: Chandrexa de Queixa) es un municipio de la provincia de Orense (Galicia, España).

## Toponimia
El topónimo compuesto debe su primera parte al nombre medieval (siglo XII) Chian d’Egregia / Cham de Egregia ("llano de la iglesia"), y su segunda parte a Queixa ("depresión en forma de caja").

## Geografía
El término municipal tiene una extensión de 172,75 km² y 495 habitantes empadronados (259 varones y 236 mujeres) según la revisión del padrón municipal a 1 de enero de 2022. Se encuentra ubicado en el cuadrante sur-oriental de Galicia, más concretamente en el Macizo Central Orensano, cerca de la sierra de Queija.
A pesar de no estar situado a una altitud muy destacable, 985 m s. n. m., se trata del municipio más alto de la provincia de Orense[cita requerida].
Situado en territorio de montaña se encuentra surcado por los pequeños ríos, Roca, Dorelle, y Queija. Este último se conoce a partir del embalse como río Navea. Esta confluencia de ríos propició la aparición de numerosos molinos que actualmente se encuentran sumergidos bajo las aguas del embalse de Chandreja de Queija y algunos que quedaron fuera de las aguas, abandonados.

## Límites
Limita al norte con los municipios de Castro Caldelas y San Juan del Río. Al sur con Laza y Villarino de Conso. Puebla de Trives y Manzaneda quedan al este del término y Montederramo al oeste.

## Localización
Se puede llegar al municipio de Chandreja de Queija a través de la carretera autonómica OU-0602 que discurre desde Montederramo y también por la OU-0703 que discurre desde Puebla de Trives.

## Geografía humana

### Demografía
Cuenta con una población de 478 habitantes (INE 2024).
| Gráfica de evolución demográfica de Chandrexa de Queixa entre 1842 y 2021 |
| |
| Población de derecho según los censos de población del INE Población de hecho según los censos de población del INEEn estos censos se denominaba Chandreja: 1842, 1857 y 1860 En estos censos se denominaba Chandreja de Queija: 1877, 1887, 1897, 1900, 1910, 1920, 1930, 1940, 1950, 1960 y 1970 |

### Organización territorial
El municipio está formado por treinta y cinco entidades de población distribuidas en dieciocho parroquias:
- Cadeliña (San Pedro)
- Candedo[9] (Santa María)[11]
- Casteligo (San Martín)[12]
- Casteloais (San Pedro)
- Celeiros (San Martín)[13]
- Chandreja[9]
- Chaveán (San Bartolomé)[14]
- Drados (San Isidoro)
- Fitoiro (San Pelagio)[15]
- Fonteita (San Andrés)[16][17][10]
- Forcadas (Santa María)
- Paradaseca[9]
- Parafita (San Bartolomé)[18]
- Queija[9]
- Rabal (Santa María)
- Requeijo[9]
- San Cristóbal[9][19]
- Vilar (San Cosme)

## Corporación municipal
| Resultado elecciones municipales del 26 de mayo de 2019 en Chandreja de Queija |       |            |            |
| Nombre                                                                         | Votos | Porcentaje | Concejales |
| Partido Popular de Galicia                                                     | 254   | 65.30%     | 5          |
| Mareas Locais                                                                  | 74    | 19.02%     | 1          |
| Partido dos Socialistas de Galicia                                             | 60    | 15.42%     | 1          |